# Mdina
Mdina (forma estesa in maltese L-Imdina, in italiano anche Medina) è l'antica capitale di Malta. Conosciuta anche come "la "Città vecchia" o la "Città silenziosa" (Il-Belt is-Siekta in maltese), ha il titolo di Città Notabile. Conserva ancora un aspetto monumentale, sebbene sia ormai abitata da poche centinaia di persone. Nonostante le sue austere mura medievali, l'interno è stato arricchito dai meravigliosi palazzi delle maggiori famiglie nobiliari maltesi.

## Storia
I primi insediamenti in quest'area risalgono al IV millennio a.C.; intorno all'anno 1000 a.C. i Fenici fortificarono per la prima volta la città, probabilmente per via della sua posizione strategica nel punto più alto dell'isola. Sotto il dominio Romano il governatore dell'isola si insediò qui e gli diedero il nome di Melita e vi eressero il municipium.
Gli Atti degli Apostoli narrano che nel 60 d.C. l'apostolo San Paolo si fosse stabilito qui per tre mesi a causa del naufragio subito durante il suo ultimo viaggio verso Roma (At 28,1-). La città deve il suo nome agli arabi che arrivarono a Malta intorno all'anno 870. Successivamente conquistata dai normanni, entrò a far parte del Regno di Sicilia .
Con diploma del 20 giugno 1428, Alfonso d'Aragona, detto il Magnanimo, riunì Malta e Gozo alla corona d'Aragona (Regno di Sicilia) e le diede il nome di "Città Notabile", rimanendo capitale dell'isola sino al 1530, quando, per iniziativa di papa Clemente VII e dell'imperatore Carlo V, vi s'insediarono i Cavalieri di San Giovanni.
Nel 1693, durante il periodo di dominio dei Cavalieri di Malta, un terremoto distrusse molti degli edifici di Medina, i restauri dei danni riportati dalle mura e dalla città furono diretti dall'architetto francese Charles François de Mondion e voluti dall'allora gran maestro António Manoel de Vilhena, mentre la cattedrale di San Paolo, distrutta anch'essa, venne ricostruita su disegno dell'architetto maltese Lorenzo Gafà.

## Galleria d'immagini

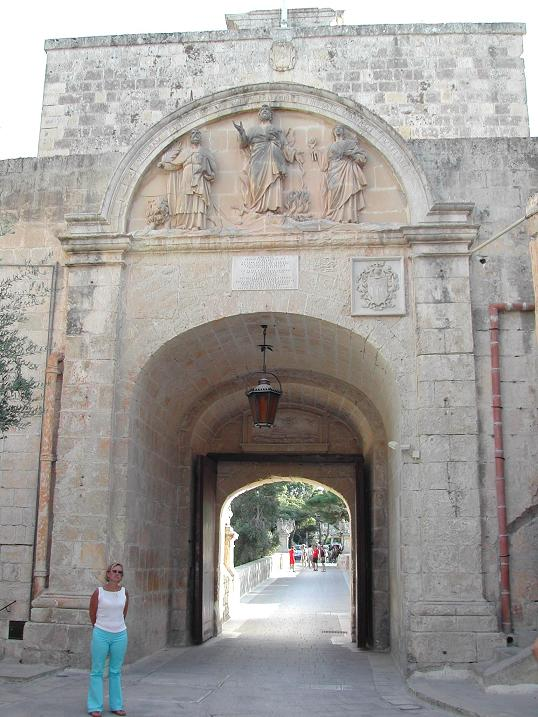
Porta di Mdina
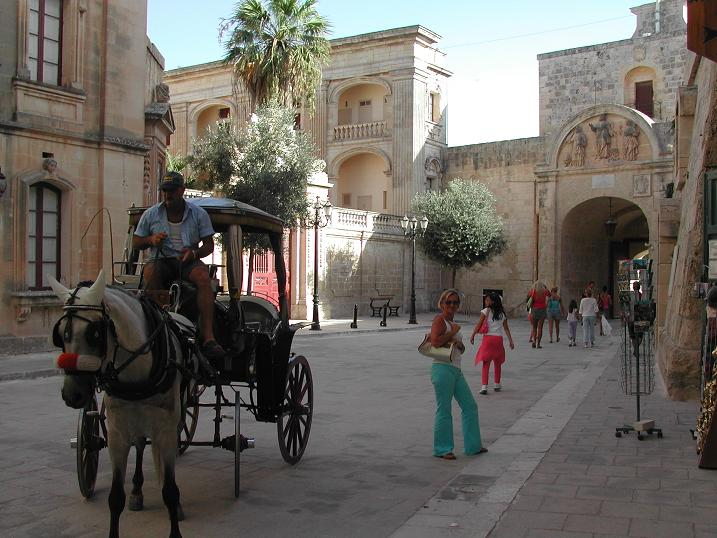
Medina
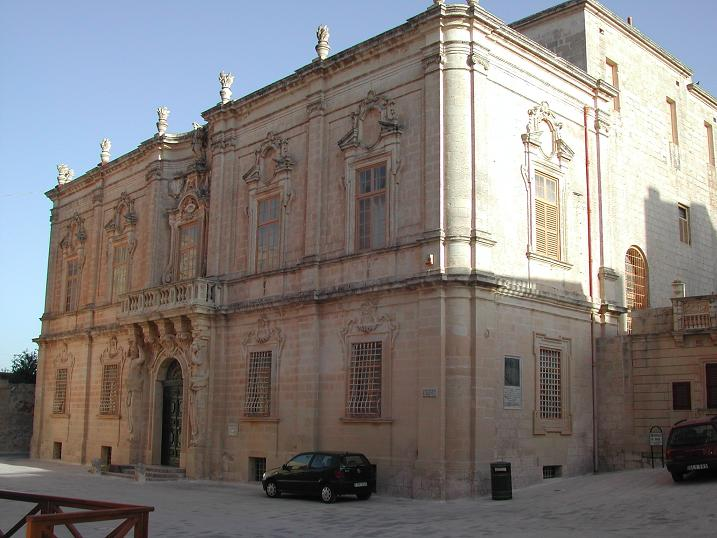
Medina
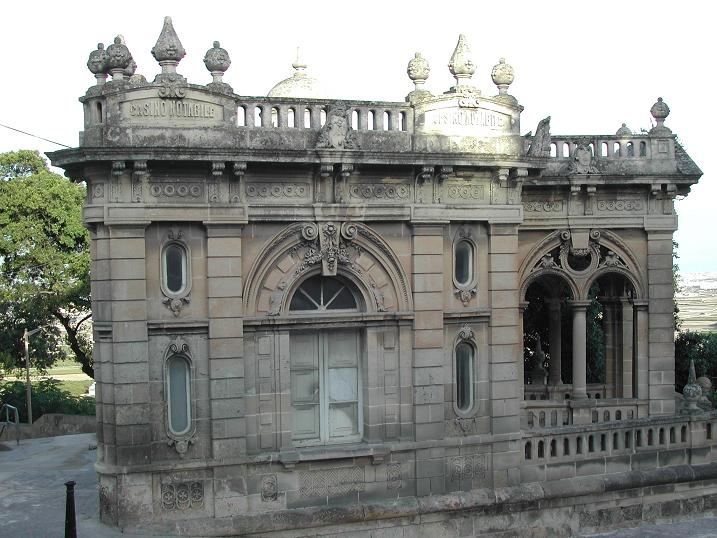
Il Casino Notabile
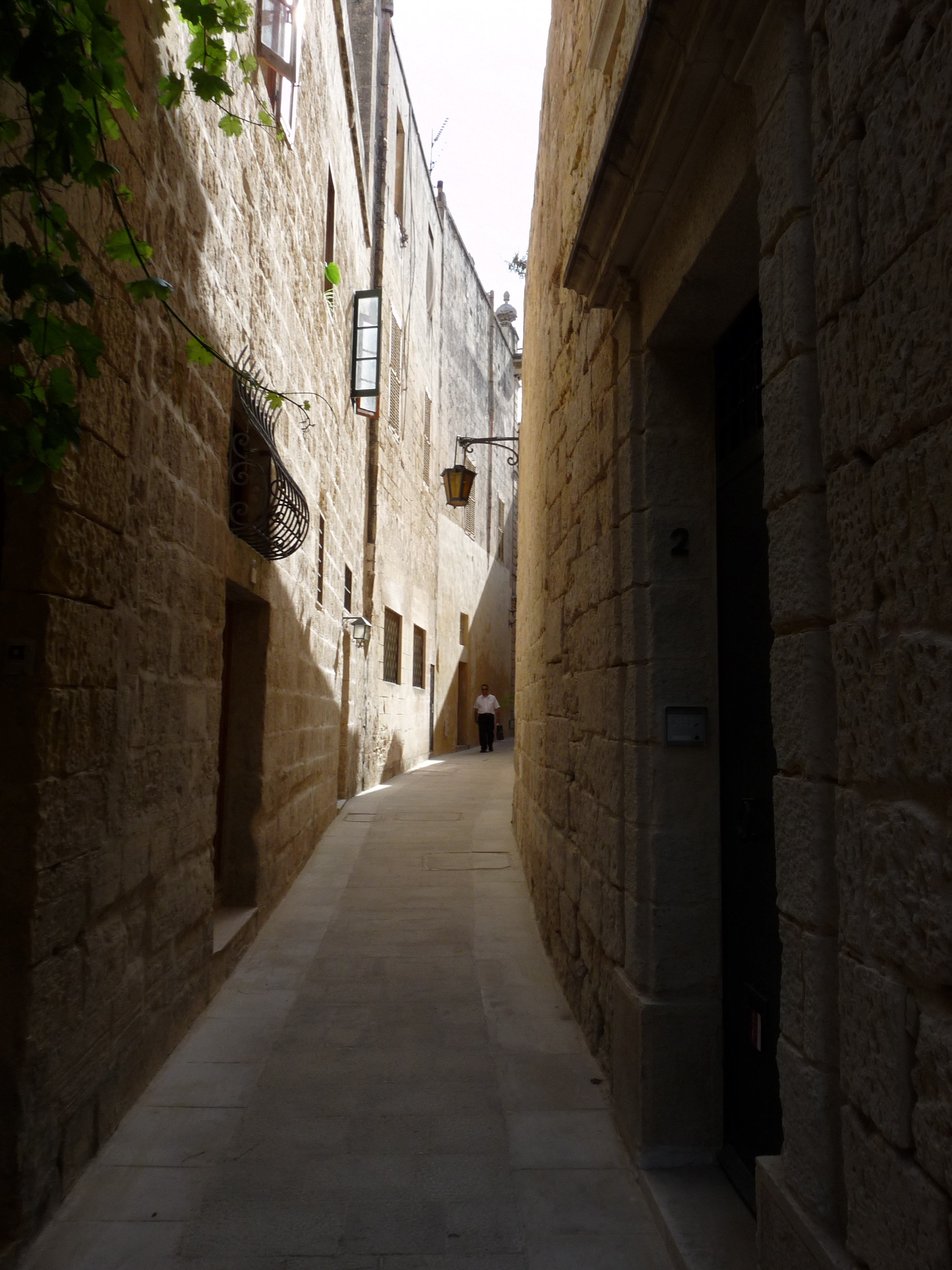
Un vicolo di Medina
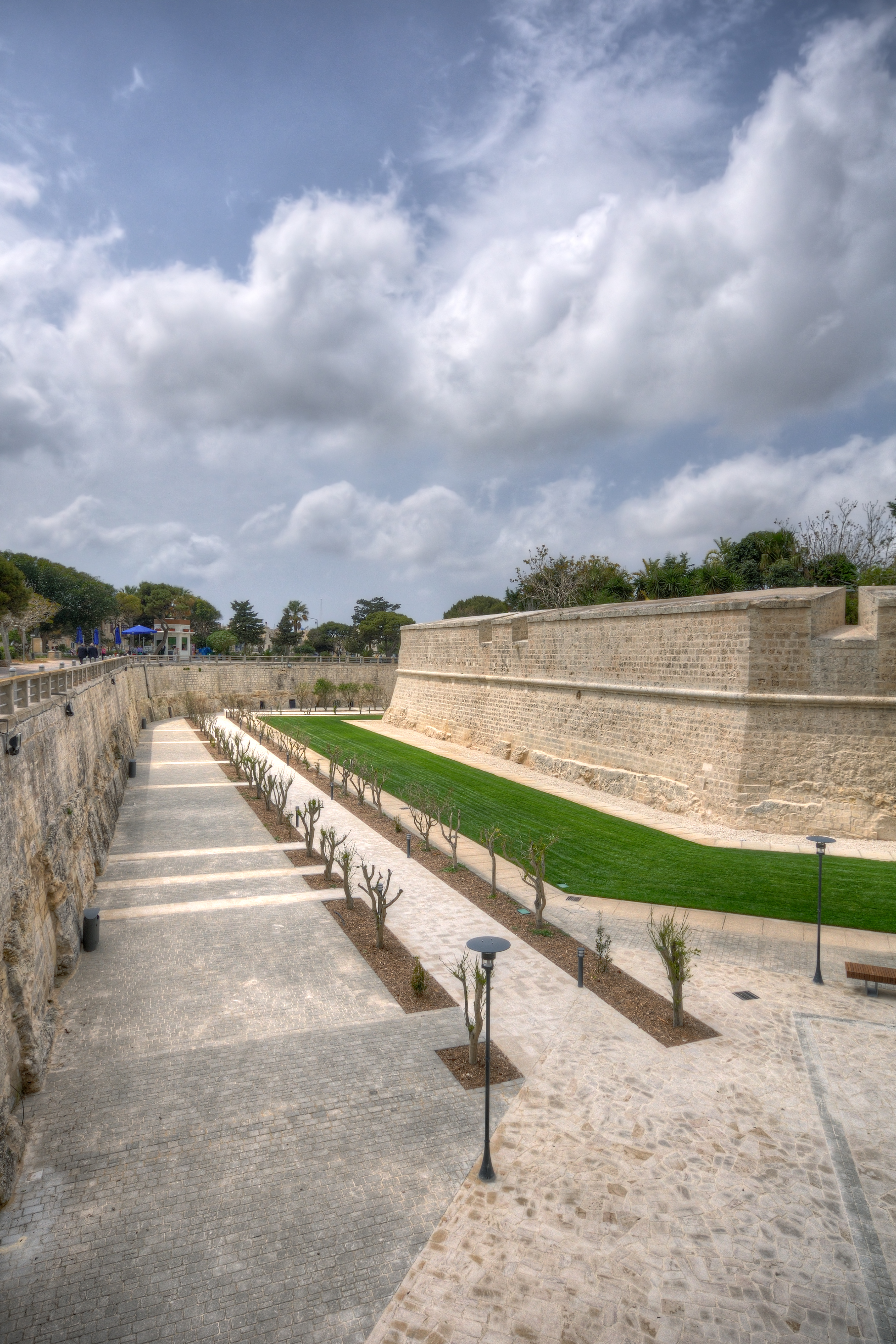
Mura di Medina
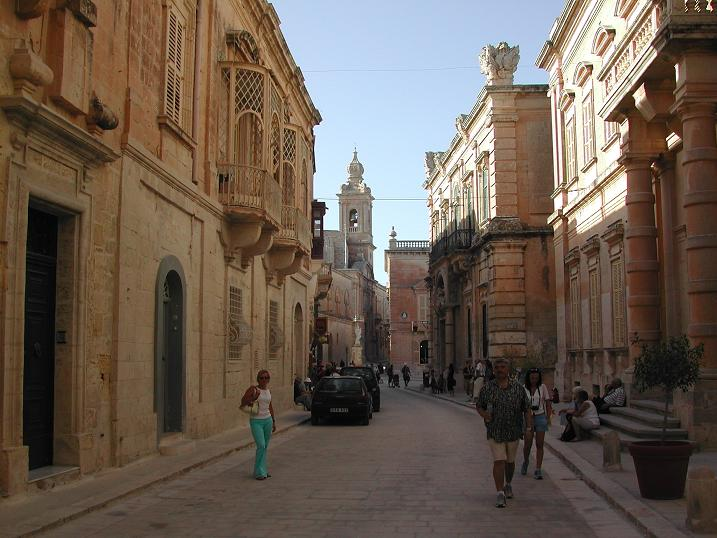
Centro di Medina
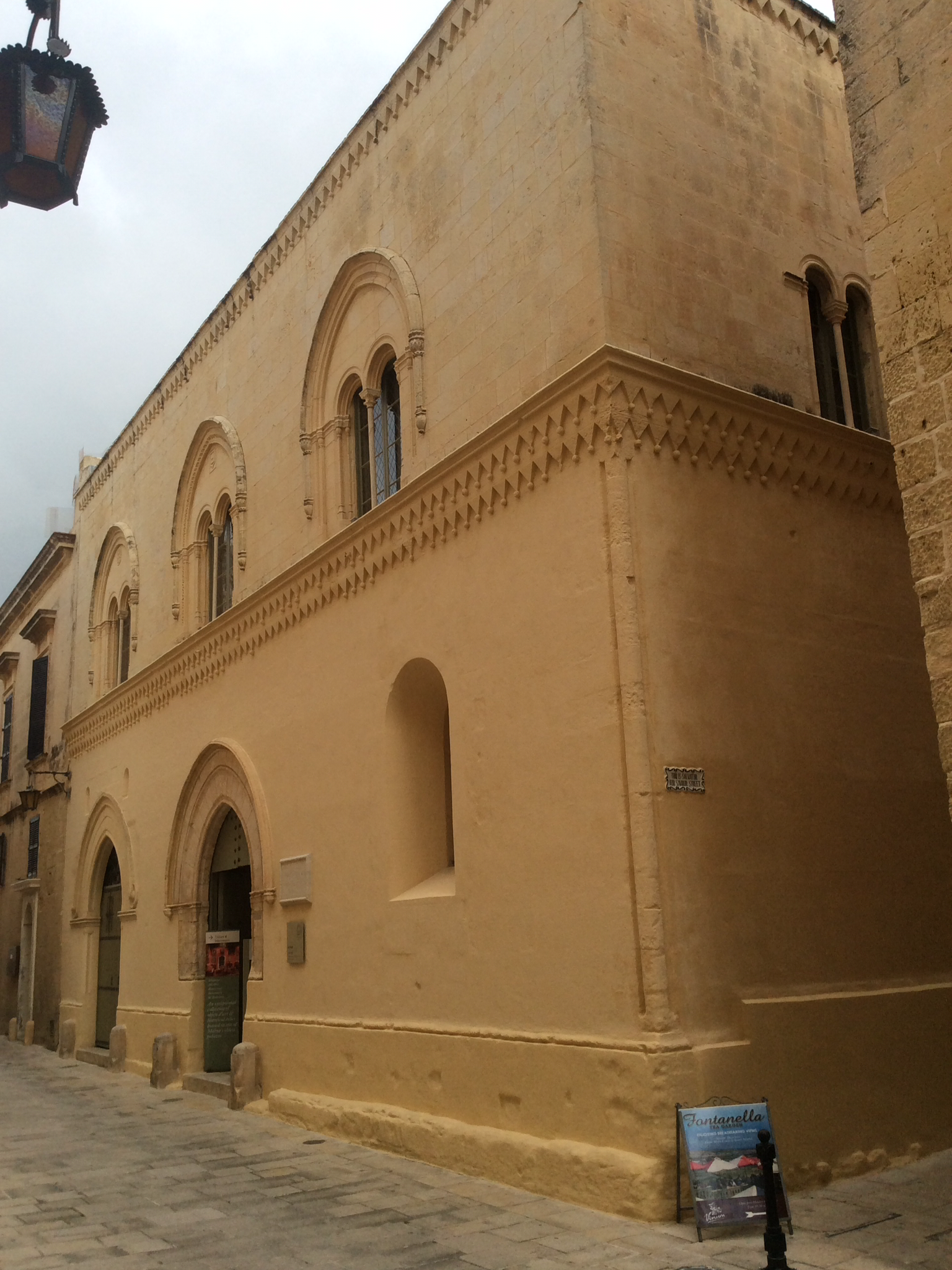
Palazzo Falson